# FN Minimi輕機槍
FN Minimi輕機槍（法語：Mini-mitrailleuse）是由比利時國營工廠設計的氣體傳動式輕機槍，被世界多國採用為制式裝備，並成為美國M249班用自動武器（M249 SAW）的原型。

## 歷史
Minimi機槍在1970年代初期開始研發，當時北約各國主流仍然普遍裝備發射7.62×51毫米NATO口徑的通用機槍，但這類7.62毫米口徑的通用機槍，如同廠的FN MAG通用機槍、西德的MG3通用機槍或美國的M60通用機槍，空槍不連彈藥的重量都已超過10公斤，對單兵攜帶而言是太重太大，而且連射的後坐力太強，單靠手持難以握持及控制，須要搭配腳架使用，或預先建立一個機槍位，但這樣機槍手便很難緊隨步兵班推進及提供火力支援，令整個步兵作戰單位的機動性和持續火力受到影響。
比利時的國營工廠（Fabrique Nationale）看準各國步兵單位普遍缺乏一款重量和體積都可由單兵攜帶及使用，即使不使用腳架都可提供持續火力的機槍，於是投入5.56毫米口徑機槍的開發。除此之外，FN當時正開發一款新型的SS109子彈，希望能與美國的同口徑M193子彈競爭成為5.56×45毫米北約制式彈藥，而當時5.56毫米口徑彈藥本身亦缺乏可配合使用的機槍，如果這款機槍完成開發及成功推廣，將可令SS109子彈成為北約標準彈藥更有說服力。
Minimi機槍在1970年代後期推出後，因為其體積、重量和後坐力，都比發射7.62×51毫米的機槍細小，單兵不使用腳架都可持續開火，能緊隨前線單位，為步兵班提供過往缺乏的持續火力，所以推出後即受到各國關注及考慮引入為前線步兵準備配備。Minimi機槍在1980年代初加入美國陸軍舉行的班用自動武器（SAW）評選並獲得大量採用，更令Minimi名聲大噪，之後北約多國都向FN公司購買或要求授權在國內生產，另有多個國家依據Minimi機槍的設計及構造進行仿製，令Minimi機槍及類似構型的仿製品，幾近成為使用5.56×45毫米彈藥的北約及親西方國家軍隊的標準配備。

## 設計

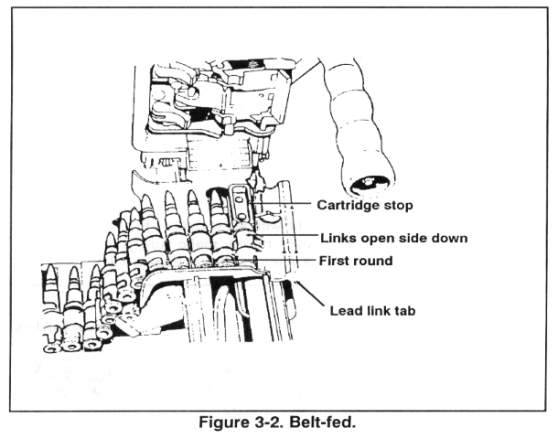
Minimi的彈鏈供彈系統

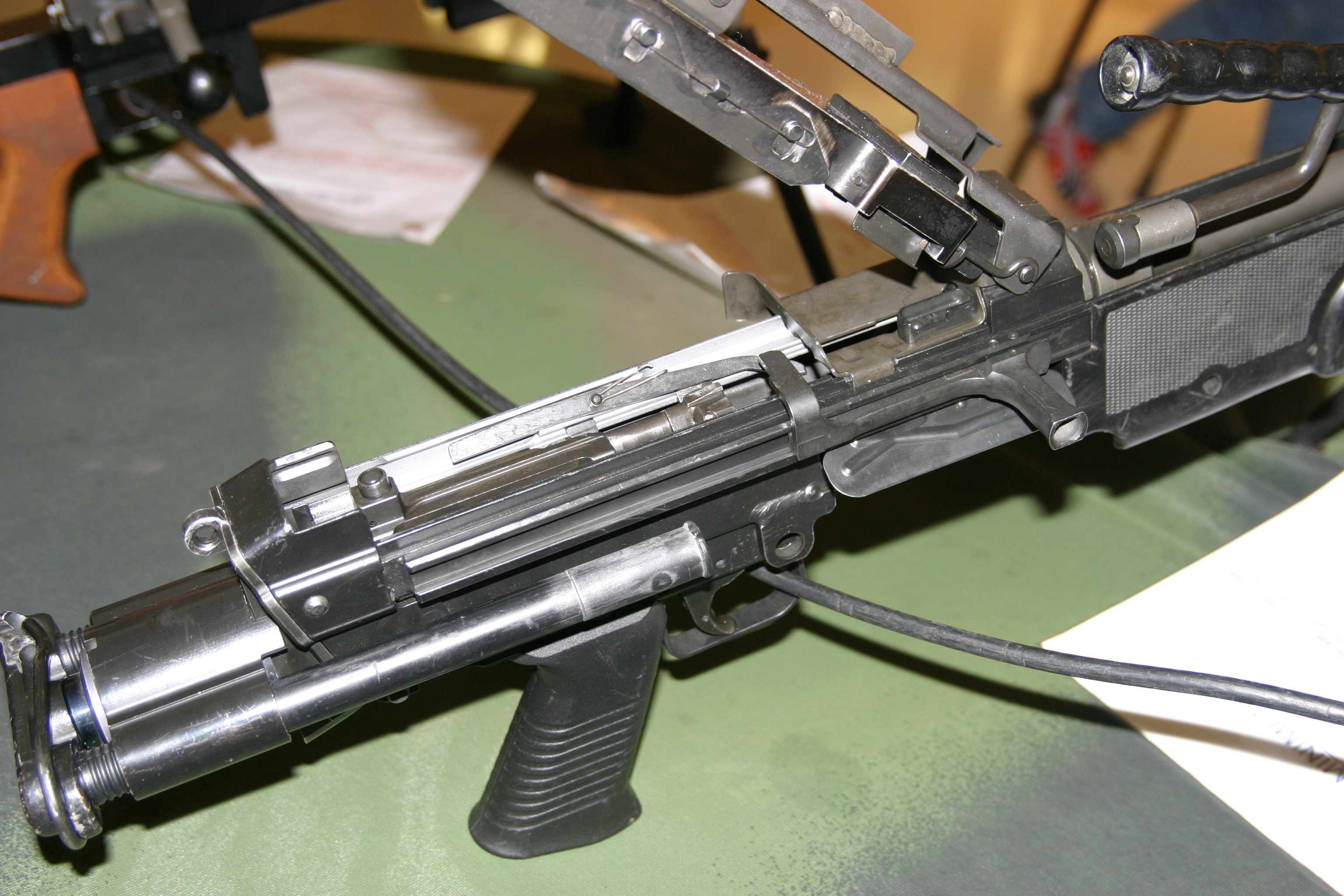
打開機匣的伸縮槍托Minimi

Minimi有兩種供彈方式可選擇其一，分別是採用由5.56×45毫米北約標準子彈組成的可散式金屬彈鏈，或者插入北約標準（STANAG）的20/30發彈匣，彈鏈從機匣左面的彈鏈供彈口進入時，在彈鏈供彈口下面的彈匣供彈口活門會封閉以防止錯誤操作，而當採用彈匣時需手動打開活門。
Minimi在槍托下裝有摺合式兩腳架，配有可快速更換及自動歸零的長或短重槍管，而由於採用小口徑彈藥，Minimi的重量比7.62×51毫米口徑的通用機槍輕得多，總重量不過7.1公斤，可靠性亦比較高，也更適合作班用支援武器，這亦是各國為其班兵以小口徑輕機槍取代通用機槍的原因。
當5.56口徑Minimi成為世界著名的小口徑輕機槍後，FN在近年以Minimi的設計開發出射程較遠和火力較強的7.62×51毫米口徑通用機槍，名為Minimi 7.62，美軍的版本名為Mk 48 Mod 0，而Minimi 7.62亦已推出市場。

## 採用
斯里蘭卡陸軍在1978年成為首個採用FN Minimi的部隊，當時他們仍然採用7.62口徑的FN FAL及.303口徑的輕機槍，同時，在他們試驗過多種5.56口徑的步槍（包括M16A1），最終決定採用FN FNC及FN Minimi作新一代制式武器。FN開發的5.56毫米SS109子彈，因效能比舊有的M193子彈更好，亦於1978年成為北約標準彈藥，其他歐美及親西方國家亦跟進採用為制式彈藥。
1980年5月，以T9的測試名稱勝出評選後，美國陸軍及海軍陸戰隊在1982年2月1日，決定採用經改良的Minimi，並命名為M249班用自動武器，作為連續發射5.56×45毫米北約標準彈藥的班用武器。
其後，受美國及北約的影響，除了美國和比利時外，世界多達數十個國家亦陸續採用Minimi或M249作為制式班用機槍。
瑞典、加拿大、義大利、澳洲、印尼及日本，獲比利時FN公司授權生產Minimi機槍。而參考其設計的未授權仿製品，則在中華人民共和國、中華民國和埃及等國家均有製造。

## 型號及仿製品
| 名稱               | 國家           | 備註                                                                                  |
| ------------------ | -------------- | ------------------------------------------------------------------------------------- |
| F89                | 澳洲           | 合法授權生產的Minimi，5.56×45毫米Minimi輕機槍                                         |
| C9                 | 加拿大         | 合法授權生產的Minimi，5.56×45毫米Minimi輕機槍，裝有鋼制管型槍托                       |
| C9A1               | 加拿大         | C9改進型，裝有ELCAN C79 3.4倍瞄準鏡                                                   |
| C9A2               | 加拿大         | C9升級改進型，裝有多種戰術配件及C79A2瞄準鏡                                           |
| C9                 | 紐西蘭         | 合法授權生產的Minimi，5.56×45毫米Minimi輕機槍，裝有鋼制管型槍托                       |
| Ksp 90             | 瑞典           | 合法授權生產的Minimi，5.56×45毫米Minimi輕機槍，裝有鋼制管型槍托                       |
| Ksp 90B            | 瑞典           | 合法授權生產的Minimi，5.56×45毫米傘兵型Minimi輕機槍，裝有短槍管、伸縮槍托及戰術導軌   |
| T75                | 中華民國       | 基於5.56×45毫米Minimi輕機槍的設計修改而成的本土非授權改良品，裝有鋼制管型槍托         |
| CS/LM8             | 中華人民共和國 | 5.56×45毫米Minimi輕機槍的非授權仿製型，裝有鋼制管型槍托                               |
| Pindad SM3         | 印尼           | 合法授權生產的Minimi，5.56×45毫米Minimi輕機槍，裝有鋼制管型槍托                       |
| K3                 | 韓國           | Minimi的本土仿製品，5.56×45毫米Minimi輕機槍                                           |
|                    | 埃及           | 本土仿製品，5.56×45毫米Minimi輕機槍                                                   |
| 5.56mm機関銃MINIMI | 日本           | 合法授權生產的Minimi，5.56×45毫米Minimi輕機槍                                         |
| L108A1             | 英國           | 5.56×45毫米Minimi輕機槍                                                               |
| L110A1             | 英國           | 5.56×45毫米傘兵型Minimi輕機槍                                                         |
| XM249              | 美國           | 5.56×45毫米Minimi輕機槍（參選班用自動武器時的版本）                                   |
| XM249E1            | 美國           | XM249改良型，槍管膛線纏距為1:7                                                        |
| M249 PIP           | 美國           | XM249E1改良型，裝有槍管隔熱罩及產品改進計劃（Product Improvement Program，PIP）的版本 |
| M249傘兵型         | 美國           | 傘兵型Minimi輕機槍，裝有短槍管                                                        |
| M249特種用途武器   | 美國           | Minimi SPW（Special Purpose Weapon）輕機槍                                            |
| Mk 46 Mod 0        | 美國           | Minimi SPW/M249輕機槍改良型，裝有固定塑料槍托、導軌及前握把                           |
| Mk 48 Mod 0        | 美國           | 7.62×51毫米口徑Minimi通用機槍，用於替換美軍特种部隊的M60E4                            |
| Mk 48 Mod 1        | 美國           | Mk 48 Mod 0通用機槍改良型                                                             |

## 使用國

### 北約

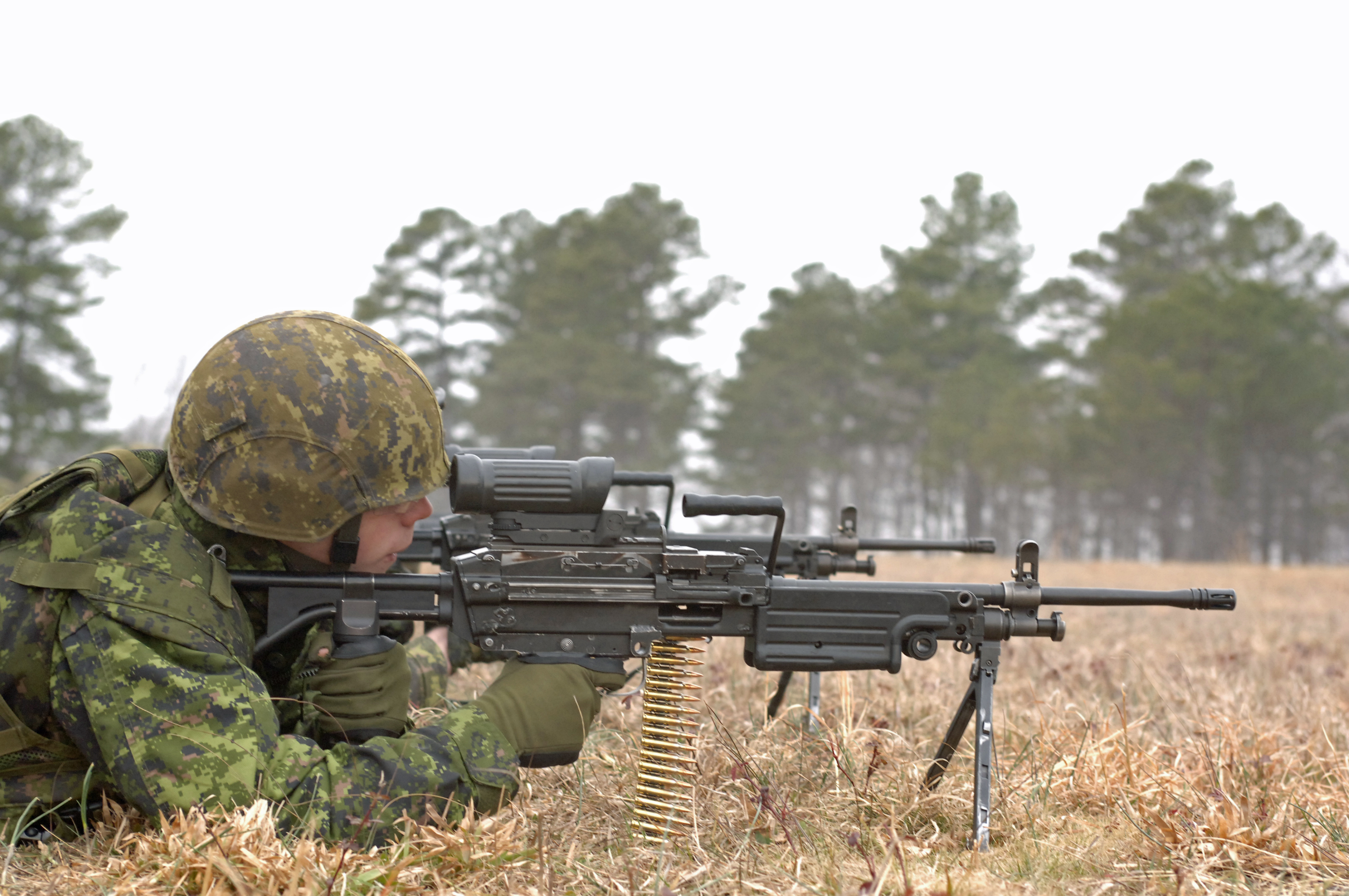
加拿大軍隊使用C9A2

- 比利时（Minimi）
  - 比利時國防軍：正規部隊裝備了標準型Minimi（名為M1）傘兵部隊採用傘兵型Minimi（名為M3）。
- 加拿大（C9）－採用加拿大迪瑪科（Diemaco）[5]合法生產的C9輕機槍，C9原型裝有鋼制管型槍托，其後迪瑪科推出了裝有機匣蓋導軌及ELCAN C79 3.4倍瞄準鏡的C9A1，而目前最新推出升級計劃的名為C9A2，裝有短槍管、多個部件改用迷彩綠色、以布彈袋取代塑料彈藥、可伸縮折疊的液壓緩衝槍托（類似C8卡賓槍液壓緩衝槍托的原理）、折疊式前握把及雷射瞄準器。
  - 加拿大軍隊

- （M249）
- 捷克（Minimi）
  - 捷克陸軍（英语：Czech Land Forces）第601特種部隊群（英语：601st Special Forces Group）
- 丹麦（Minimi）－命名為Mg M/07 5.56 mm。
  - 丹麥國防軍
- 芬兰（Minimi）
- 法國（Minimi）
  - 法國陸軍（用於取代7.62毫米AAT-F1通用機槍）
  - 法國海軍
  - 法國空軍
  - 國家憲兵干預組

- 希腊（Minimi）
  - 希臘陸軍
- 匈牙利（M249）

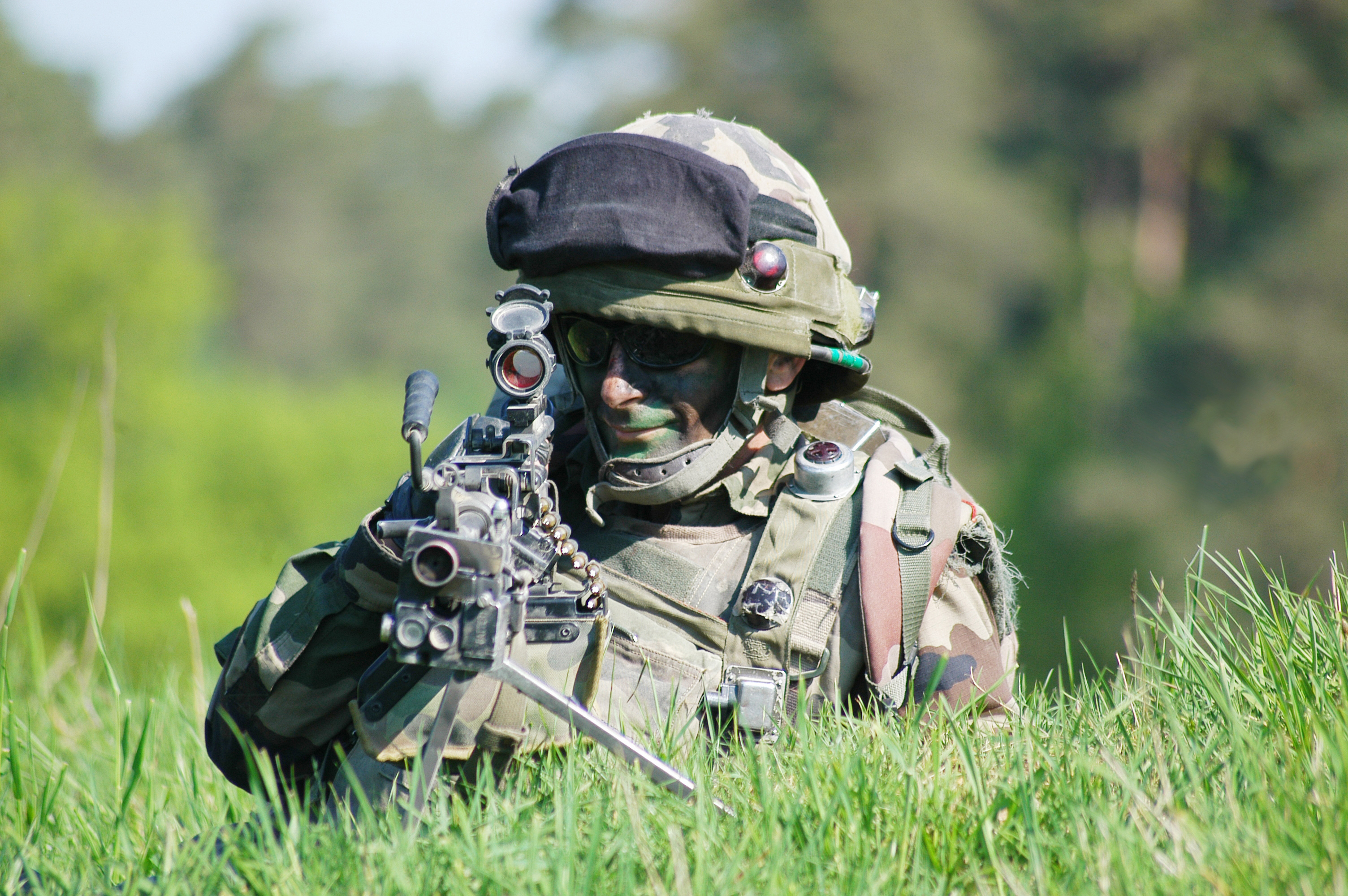
法國陸軍使用FN Minimi輕機槍

- 義大利（Minimi）－由與FN合夥的義大利貝瑞塔合法生產。
  - 義大利軍隊（取代老舊的MG42/59）
- 拉脫維亞（Minimi）
- 立陶宛（Minimi）
- 盧森堡（Minimi Para）
- 荷蘭（Minimi Para）
  - 荷蘭皇家陸軍
- 北馬其頓（M249）
- 挪威（Minimi）
  - 挪威國防軍
    - 海岸遊騎兵司令部（英语：Kystjegerkommandoen）
    - 挪威特種作戰司令部
- 波蘭（Minimi、M249）
  - 波蘭軍隊
    - 特種軍司令部（英语：Polish Special Forces）
    - 波蘭憲兵（英语：Military Gendarmerie (Poland)）
- 葡萄牙（Minimi、Minimi MK 3）
- 羅馬尼亞
- 斯洛伐克（Minimi Para）
- 斯洛維尼亞（Minimi）
- 西班牙（Minimi）
- 瑞典（Ksp 90）－授權生產型號。
  - 瑞典國防軍
- 土耳其（Minimi）
  - 土耳其武裝部隊總參謀部（英语：General Staff of the Turkish Armed Forces）特種部隊司令部（英语：Special Forces Command (Turkey)）
- 英国（L108A1 SAW／L110A1 Para／L110A2／L110A3）
  - 英國陸軍（每個四人火力小組裝備兩挺傘兵型Minimi以取代L86 LSW；2018年開始被L7A2所取代）
  - 英國皇家海軍
    - 英國皇家海軍陸戰隊

  - 英國皇家空軍
  - 英國特種部隊
    - 英國陸軍空降特勤團
    - 英國皇家海軍舟艇特勤團
    - 特種部隊支援群

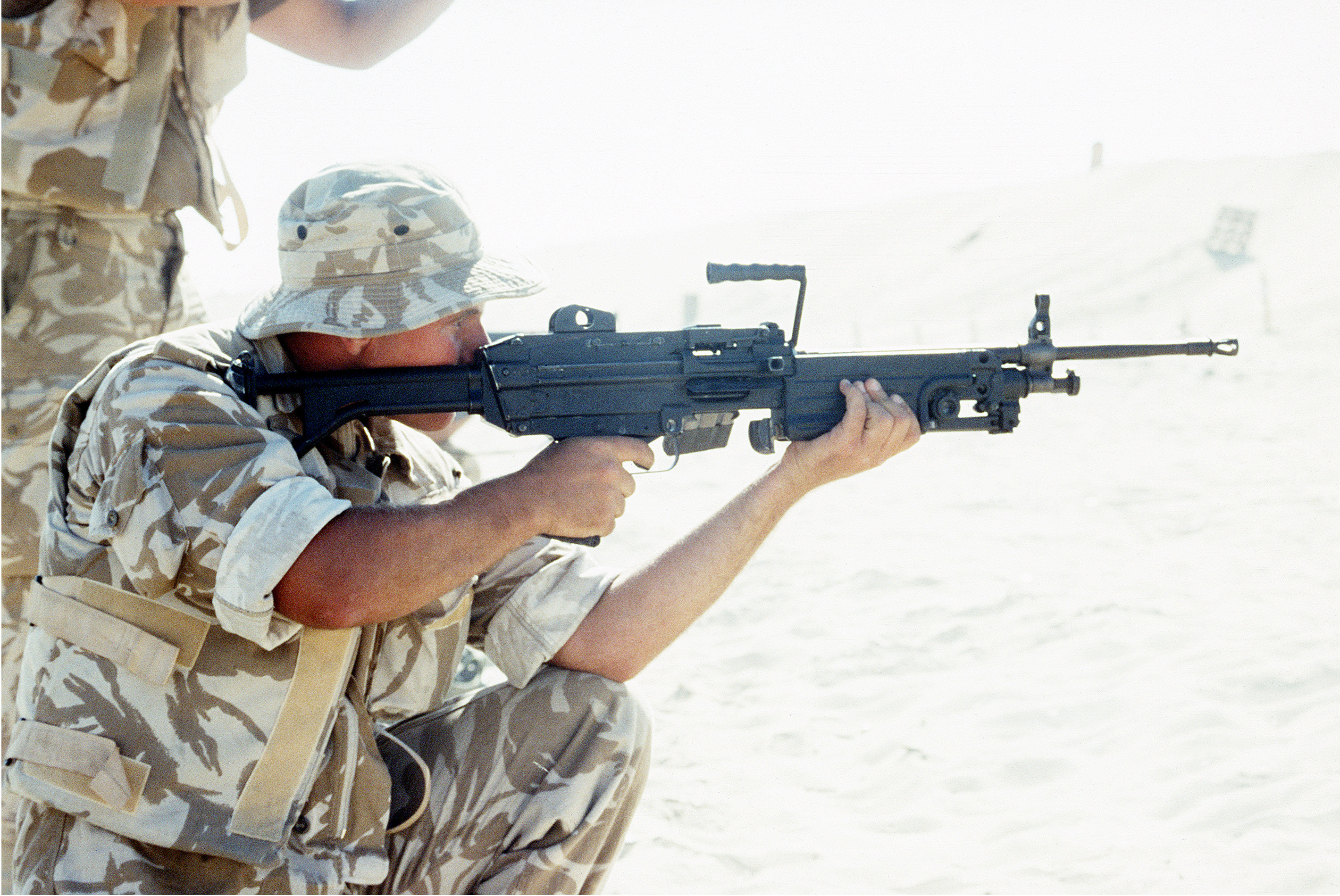
英國陸軍使用L108A1 SAW

- 美国（M249）－美軍在1982年2月1日正式裝備Minimi並命名為M249，但因當時出現可靠性問題，實際上在1980年代後期才全面裝備。美軍的M249由FNMI（FN美國分公司）生產，並衍生出多種版本，如M249 P.I.P.、M249 S.P.W.及Mk 46 Mod 0等。

### 非北約
- 阿富汗伊斯兰共和国（M249）
  - 阿富汗國民軍：主要裝備突擊隊及特種部隊。
- 阿富汗伊斯蘭酋長國（M249）—繼承自前阿富汗伊斯蘭共和國政權。
  - 伊斯蘭酋長國軍
  - 阿富汗內務部警察特別單位總司令部
- （Minimi）
- 阿根廷（M249）
  - 阿根廷海軍陸戰隊（英语：Argentine Marines）
- （F89）－由澳大利亞國防工業（Australian Defence Industries - ADI）生產，命名為“F89”。F89裝有導軌、加長的消焰器及AUG F88的1.5倍瞄導鏡，並移除了槍管上方的隔熱罩及改用固定式提把。

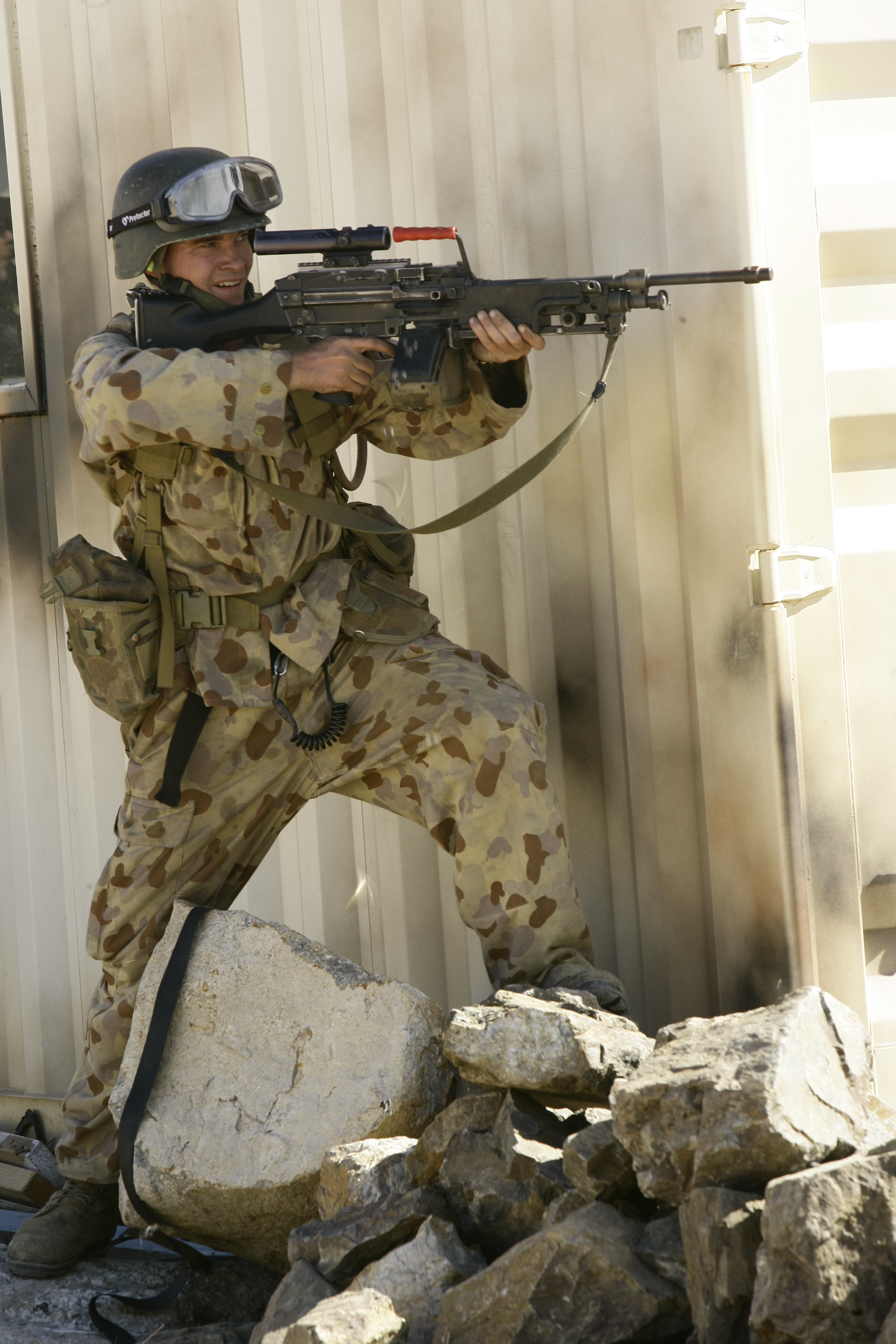
澳大利亞陸軍使用F89

  - 澳大利亞陸軍
  - 澳大利亞皇家海軍
  - 澳大利亞皇家空軍

- （M249）
- （Minimi）
- （M249）
- 巴西（Minimi）
  - 巴西海軍陸戰隊（在1990年代中期開始裝備作排用支援武器）
- 智利（Minimi）
  - 智利陸軍（英语：Chilean Army）（在1990年代開始裝備）
- 哥伦比亚（M249及Minimi）
- （Minimi）
- 东帝汶（Minimi）
- 埃及（Minimi）－當地生產。
- （Minimi）

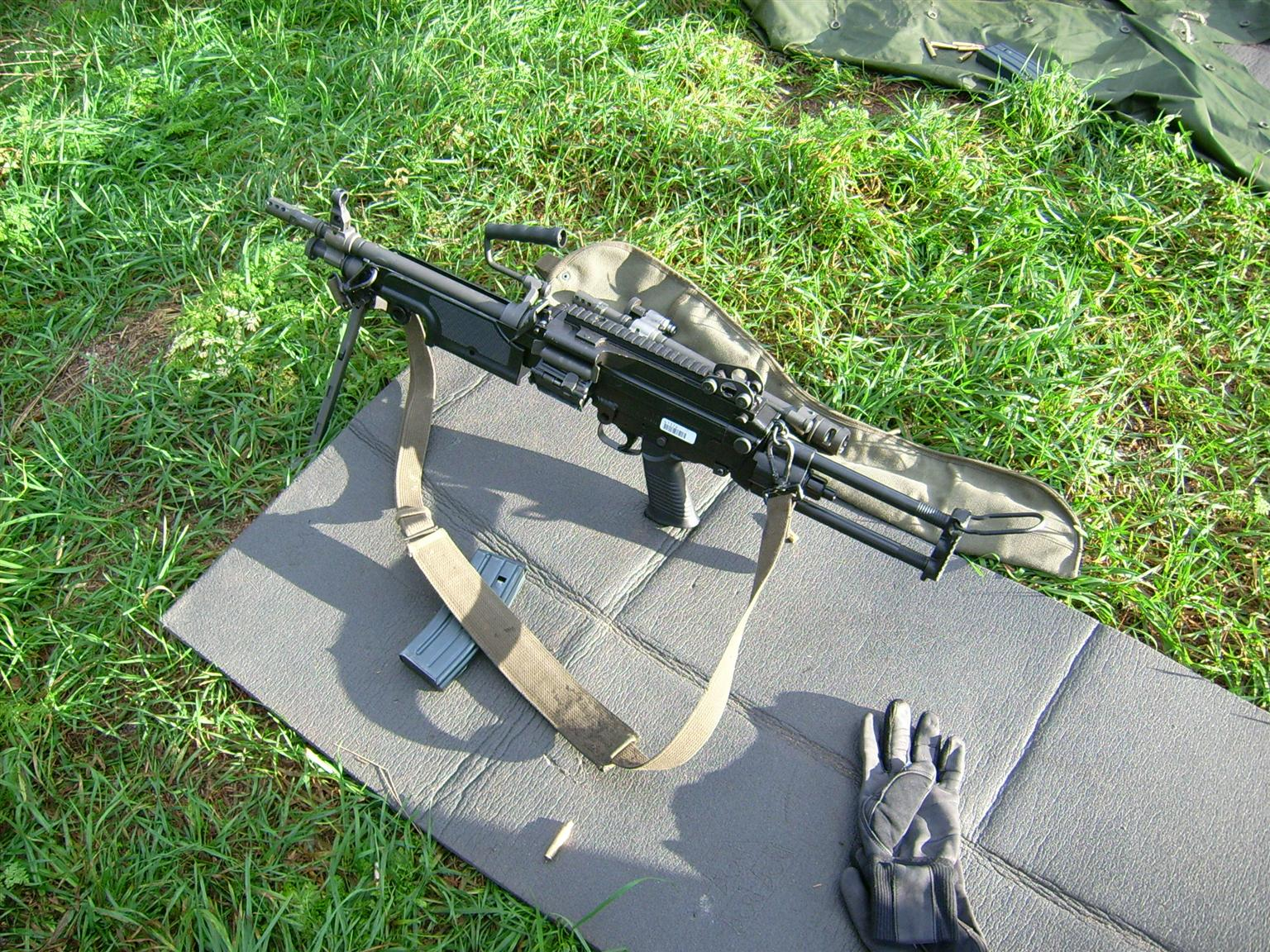
Ksp 90B

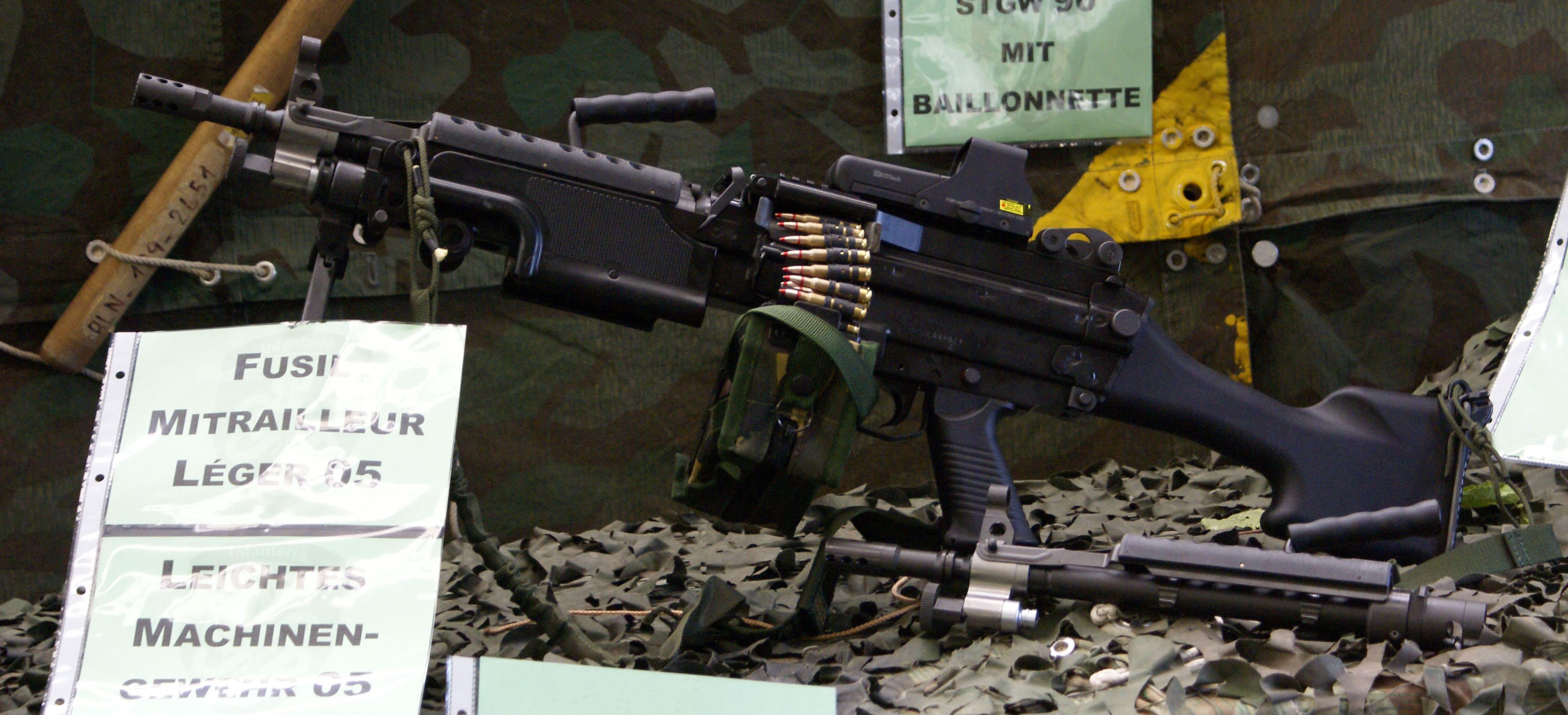
LMG05

- 印度（Minimi、M249）
- 印度尼西亞（Minimi）
  - 印尼國家軍隊
- 愛爾蘭（Minimi Para）
  - 愛爾蘭陸軍遊騎兵聯隊（傘兵型Minimi）
- 伊朗（M249）
  - 伊朗陸軍第65空降特種部隊旅（英语：65th Airborne Special Forces Brigade）
- 伊拉克（M249）
  - 伊拉克陸軍
    - 伊拉克特種作戰部隊
- 以色列（Minimi）
  - 以色列國防軍：在1990年代後期曾經裝備少量Minimi作班用機槍，其後他們以Minimi的設計開發出更適合沙漠使用的IMI Negev。
- 牙买加（M249）
- 日本（Minimi、Minimi MK 3）－由住友集團合法生產，命名為“5.56mm機槍Minimi”。2023年2月，陸自宣佈將向FN Herstal採購514挺Minimi MK 3[6]，並命名為“5.56mm機槍Minimi(B)”。
  - 陸上自衛隊
  - 海上自衛隊
- 约旦（Minimi）
- （Minimi）
  - 特警隊[7]
- 科威特
- 黎巴嫩（Minimi、M249）
- 利比亞（Minimi Mk II）
- 马来西亚（Minimi、Minimi Mk 3）
  - 馬來西亞陸軍（取代HK11A1）
- 馬爾他（Minimi）
- 墨西哥（M249及Minimi）
  - 墨西哥陸軍（英语：Mexican Army）
  - 墨西哥海軍
- 摩洛哥（Minimi及M249）
- 尼泊尔（Minimi）—於2002年7月11日由比利時送往尼泊爾，共有5,500挺。
  - 尼泊爾陸軍（英语：Nepalese Army）
- 新西兰（C9）
  - 紐西蘭國防軍（採用加拿大C9）
- 阿曼（L110A1）
- 巴基斯坦（Minimi Para）
- （F89）
- 秘魯（M249、Minimi）
- 菲律賓（Minimi）
  - 菲律賓武裝部隊（與Ultimax 100 Mk3及大宇K3輕機槍共同使用）
- （Minimi）
- 沙烏地阿拉伯
- 塞内加尔
- 塞爾維亞（Minimi）
  - 塞爾維亞陸軍（英语：Serbian Army）特別旅
- （K3）－在當地生產，命名為K3輕機槍。
- 斯里蘭卡（Minimi）－世界上第一個裝備Minimi的國家。

- 苏里南
- 瑞士（LMG05）
  - 瑞士武裝部隊

- 中華民國（Minimi、M249、T-75班用機槍）—基於Minimi的設計修改而成，名為T-75班用機槍，但陸軍因已進口大量的Minimi，僅採購少量的T-75。
  - 中華民國國軍
- 泰國（M249及Minimi）
  - 泰國皇家陸軍
- 突尼西亞（Minimi）
- 阿联酋
- 乌克兰（Minimi、Minimi MK 3、M249）—2022年俄羅斯入侵烏克蘭期間由多個北約成員國軍援。
  - 烏克蘭武裝部隊
  - 烏克蘭安全局
- 委內瑞拉（Minimi）
  - 委內瑞拉陸軍（由1990年代開始裝備）
- 越南（Minimi Mk 3）
  - 越南人民軍：僅裝備軍事射手展示隊。
- 葉門

## 流行文化

### 電影
- 2001年—《黑鷹計劃》：型號為Minimi，用作充當M249 SAW，由美國陸軍第75游騎兵團的士兵所使用。

### 電子遊戲
- 1996年—《惡靈古堡》：
- 2005年—《真實計劃》：型號為Minimi傘兵型、L110A1（加裝SUSAT瞄準鏡後變成L110A2）和C9A2，分別由法國陸軍和英國陸軍自動步槍手，以及加拿大軍隊所使用。
- 2015年—《戰術小隊》：型號為F89、L110A2及C9A2，分別由澳洲國防軍、英國陸軍及加拿大陸軍自動步槍手所使用。
- 2019年—《決勝時刻：現代戰爭》：型號為Minimi MK 3，命名為“Bruen Mk9”，為第三季新增武器，可使用100／200發彈箱或60發STANAG彈匣供彈。
- 2023年—《決勝時刻：現代戰爭III 2023》：型號為Minimi MK 3，命名為“Bruen Mk9”。

### 動畫
- 《軍火女王》：型號為Minimi傘兵型，由瓦梅特所使用。
- 《奇幻自衛隊》：型號為住友集團Minimi，由陸上自衛隊所使用。

### 輕小說
- 2014年—《刀劍神域外傳Gun Gale Online》：由ZEMAL小隊的麥克斯所使用。

## 資料來源及註解

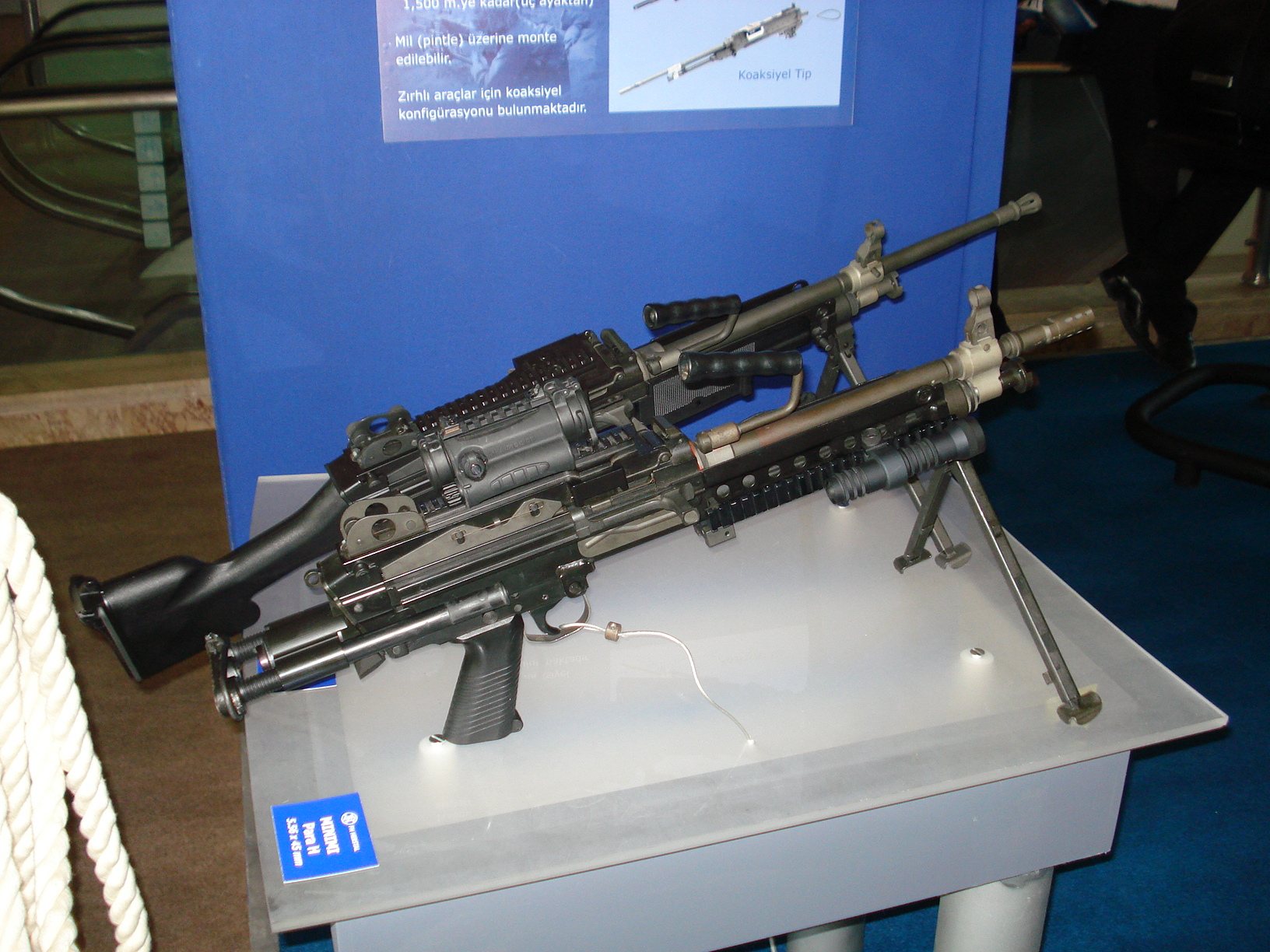
裝有不同配件的Minimi

1. ↑  .   [2007-10-11]. （原始内容存档于2008-06-29）.
2. ↑   (PDF).   [2007-10-11]. （原始内容存档 (PDF)于2007-01-31）.
3. ↑  .   [2007-10-11]. （原始内容存档于2007-10-12）.
4. ↑  .   [2007-10-11]. （原始内容存档于2007-08-25）.
5. ↑  迪瑪科被柯爾特收購後改名為加拿大柯特（Colt Canada）。
6. ↑  .   [2023-02-15]. （原始内容存档于2023-03-18）.
7. ↑  .   [2012-06-21]. （原始内容存档于2013-12-07）.

- gun-world.net-Minimi（页面存档备份，存于）
- U.S. Army M249 Fact File
- FN USA Webpage
- Official FN Herstal Minimi page
- Modern Firearms—FN Minimi（页面存档备份，存于）